# Wolfgang Webner
Wolfgang Webner (* 23. April 1937 in Breslau; † 2020) war ein deutscher Volleyballspieler aus der DDR.
Webner begann als Tischtennisspieler und wechselte erst 1955 zum Volleyball. 1957 wurde er zum SC Dynamo Berlin delegiert, mit dem er 1961 die DDR-Meisterschaft gewann und von 1962 bis 1971 den zweiten Platz hinter dem SC Leipzig belegte.
Mit seinem Wechsel nach Berlin 1957 war Webner in den Kreis der DDR-Nationalmannschaft aufgenommen. Ab den 1960er Jahren gehörte er zum Stammsechser. Ab 1966 erreichte Webner mit der DDR-Auswahl bis 1972 bei allen großen Turnieren einen Platz unter den besten vier Teams. 1969 gewann er den Volleyball World Cup und im Jahr darauf war er dabei, als die DDR-Auswahl bei der Weltmeisterschaft 1970 in Bulgarien der Titel gewann. Nach einem vierten Platz bei der Europameisterschaft 1971 erreichte die DDR-Mannschaft das Finale bei den Olympischen Spielen 1972 in München und erhielt nach der Finalniederlage gegen die japanische Mannschaft die Silbermedaille.
Webner war Hauptmann der Volkspolizei und arbeitete als Trainer beim DC Dynamo. Nach der Wende wurde er wegen gesundheitlicher Probleme verrentet.